# Omnibus (Musik)
Omnibus ist der Name eines musikalischen Satzmodells, das verwandt ist mit der sogenannten Teufelsmühle bzw. dem Voglerschen Tonkreis. Verbreitet wurde der Begriff durch ein Buch von Victor Fell Yellin, das 1998 veröffentlicht wurde. Dort äußert Yellin allerdings die Vermutung, dass die Bezeichnung aus der französischen Musikpädagogik stamme.
Grundlage des Modells ist ein Stimmtausch zwischen dem Grund- und dem Terzton eines Dominantseptakkordes, an dem der Bass beteiligt ist. Die Terzsprünge in Gegenbewegung, die dabei entstehen, werden durch Halbtonschritte ausgefüllt, während die anderen Stimmen liegenbleiben. Dies ergibt eine Folge von fünf Durchgangsakkorden, die den Dominantseptakkord diminuieren und auf diese Weise verlängern (prolongieren):
Werden diese Akkorde isoliert betrachtet, sind sie potenziell mehrdeutig. So können im Notenbeispiel die Töne dis auch als es aufgefasst werden und umgekehrt. Auf diese Weise würden Dominantseptakkorde zu übermäßigen Quintsextakkorden (und vice versa), wodurch sich die betreffenden Akkorde anderen Tonarten zuordnen lassen. Dies eröffnet andere Fortschreitungsmöglichkeiten, mit denen aus dem Stimmtauschmodell ausgebrochen werden kann.